# Everhardus Ariëns
Everhardus (Eef) Jacobus Ariëns (* 29. Januar 1918 in Wijk bij Duurstede; † 3. März 2002 in Nijmegen) war ein niederländischer Pharmakologe und Professor an der Katholieke Universiteit Nijmegen (heute Radboud Universiteit Nijmegen). Er leistete wichtige Beiträge über der Funktion von Rezeptoren und der mathematischen Beschreibung von Ligand-Rezeptor-Wechselwirkungen (Rezeptortheorie). Darüber hinaus war Everhardus Ariëns der Initiator für den Einzug der Stereochemie in die Arzneistoffentwicklung und Vorreiter für die Entwicklung enantiomerenreiner Arzneistoffe.

## Leben

### Jugend
Everhardus Ariëns wuchs als das sechste von zehn Kindern in Wijk bij Duurstede auf. Nach einem zwischenzeitlichen Internatsaufenthalt erlangte er 1935 in Wageningen die allgemeine Hochschulreife. Anschließend nahm er ein Studium der Chemie an der Universität Utrecht auf, das er 1942 abschloss, wenngleich seine Vorliebe eigentlich der Biologie galt. Ein weiteres Studium wurde durch den Zweiten Weltkrieg unterbrochen. Nach seiner Weigerung der Unterzeichnung einer Loyalitätserklärung gegenüber dem Deutschen Reich und einer Flucht aus den von Deutschland besetzten Niederlanden über die Schweiz, Frankreich und England trat Everhardus Ariëns der US-Army bei. Sein angefangenes Studium der Medizin schloss er nach dem Zweiten Weltkrieg 1948 ab.

### Wissenschaftliche Tätigkeit
Nach dem Zweiten Weltkrieg forschte er in der Arbeitsgruppe von Prof. U. G. Bijlsma auf dem Gebiet der adrenergen Stoffe und wurde 1950 sowohl auf dem Gebiet der Chemie als auch in Medizin promoviert. 1951 wechselte Everhardus Ariëns nach Nijmegen, nachdem an der dortigen Katholischen Universität eine Fakultät für Pharmakologie eingerichtet worden war. Von 1954 bis zu seiner Emeritierung war er dort als Professor tätig.
Basierend auf seinen Dissertationen entwickelte er zusammen mit Jacques van Rossum eine Methode zur Quantifizierung pharmakologischer Wirkungen als Resultat von Ligand-Rezeptor-Interaktionen. Dazu führte er die Begriffe Affinität und intrinsische Aktivität ein. Mit Hilfe dieser Begriffe konnte er das Verhalten von Agonisten und Antagonisten sowie das duale Agonist/Antagonist-Verhalten von Partialagonisten beschreiben. Ein wichtiges Verdienst Ariëns war dabei auch die Etablierung von Versuchen an isolierten Organen anstatt am lebenden Tier, welche schnell und reproduzierbar Aussagen über die Affinität und intrinsische Aktivität von Testsubstanzen lieferten.
Everhardus Ariëns war auch auf dem Gebiet der Struktur-Wirkungsbeziehungen (SAR), einem Teilgebiet der medizinischen Chemie, tätig. Mit der provokanten Aussage, dass die damals üblicherweise verwendeten Racemate Arzneimittel mit 50 % Verunreinigung seien löste er eine Diskussion unter Pharmakologen und Medizinischen Chemikern aus und alarmierte die Arzneimittelzulassungsbehörden. Everhardus Ariëns war somit der entscheidende Wegbereiter für die gezielte Entwicklung enantiomerenreiner Arzneistoffe. Eine weitere, wenngleich weniger beachtete Kontroverse startete er durch die Äußerung seiner Ansicht, dass Arzneistoffmetabolismus Verschwendung sei und forderte die Entwicklung von metabolismusresistenten Arzneistoffen. Darüber hinaus setzte er sich in der Tradition niederländischer Pharmakologen für die Bekämpfung der Quacksalberei ein.

## Ehrungen und Auszeichnungen
Everhardus Ariëns wurde 1963 beim zweiten Internationalen Pharmakologiekongress in Prag mit der Purkinje-Medaille ausgezeichnet. Darüber hinaus erhielt er den Dr.-Saal-van-Zwanenberg-Preis (1972), die Poulsson-Medaille der Norwegischen Pharmakologischen Gesellschaft (1973), die Scheele-Medaille (1974), die Schmiedeberg-Plakette (1980) und den Smissman Award der American Chemical Society (1985).
Im Jahr 1974 wurde er zum Mitglied der Leopoldina gewählt. Everhardus Ariëns wurde von den Universitäten Universidade Luterana do Brasil, Christian-Albrechts-Universität zu Kiel, Universität Paris-Süd und Università degli Studi di Camerino die Ehrendoktorwürde verliehen. Eine weitere Ehrenpromotion war für den 22. März 2002 an der Ohio State University vorgesehen.

## Schriften
- Molecular Pharmacology. Elsevier Science & Technology Books, San Diego, CA, 1967, ISBN 0120604019